# ヒュー・リース＝エドワーズ
ヒュー・リース＝エドワーズ（Hugh Reece-Edwards、1961年1月5日 - ）は、南アフリカ共和国のラグビー指導者。現在トップリーグNTTコミュニケーションズシャイニングアークスのヘッドコーチ。

## プロフィール
- 南アフリカ・ヨハネスブルグ出身[1]。
- 現役時代のポジションはフルバック(FB)[2]。
- 身長 189cm、体重 96kg
- 南アフリカ代表通算キャップ数は3。

## 略歴
現役時代はナタルなどでプレーしていた。
現役引退後、シャークスのコーチなどを歴任して、2014年、NTTコミュニケーションズシャイニングアークスのBKコーチに就任。
その後2019年、ロブ・ペニーの退任に伴いNTTコミュニケーションズシャイニングアークスのヘッドコーチに昇格。